# Józefowo (powiat przasnyski)
Józefowo – wieś w Polsce położona w województwie mazowieckim, w powiecie przasnyskim, w gminie Przasnysz. 
Miejscowość wchodzi w skład sołectwa Fijałkowo.
W latach 1975–1998 miejscowość należała administracyjnie do województwa ostrołęckiego.